# Famiano Crucianelli
Famiano Crucianelli (Roma, 1º gennaio 1948) è un politico e medico italiano.

## Biografia
Laureato in medicina e medico chirurgo, fu tra i fondatori de il manifesto, giornale omonimo del gruppo politico espulso in precedenza dal Partito Comunista Italiano.
Con il manifesto partecipò alla creazione del Partito di Unità Proletaria per il Comunismo (PdUP), per il quale fu eletto deputato nel 1979, subentrando a Luciana Castellina. Venne poi eletto nel 1983 in una lista PCI-PdUP.
Negli anni 1987-88 ricoprì il ruolo di “esperto” di cooperazione internazionale per il Ministero degli affari esteri in Nicaragua, nel campo dei soccorsi di emergenza e dell’organizzazione sanitaria e per la progettazione dell’ospedale di Granada.
Negli anni 1989-90 lavorò anche con le Nazioni Unite (UNDP), in Nicaragua, come capo del progetto di cooperazione PRODERE, esteso all’intera area centro-americana (Nicaragua, Guatemala, Salvador, Honduras, Belize, Panama), per la ricostruzione del tessuto istituzionale, economico, sociale, nei comuni e nei territori devastati dalle guerre.
Tornò alla Camera con il PRC nel 1992, e nel 1994 ne assunse la carica di capogruppo. Nel marzo del 1995 votò la fiducia al governo Dini, assieme ad altri 14 deputati del PRC che non avevano accettato la scelta della sfiducia al governo della direzione del partito, allora guidato da Fausto Bertinotti. Questi deputati dissidenti costituirono due mesi dopo il Movimento dei Comunisti Unitari, guidato dallo stesso Crucianelli. Il movimento si presentò alle elezioni politiche del 1996 con il PDS e Crucianelli fu rieletto deputato nelle liste di questo partito.
Nel 1998 guidò il MCU a essere uno dei soggetti cofondatori dei Democratici di Sinistra. Rieletto alla Camera nel 2001 con i DS, sostenne la mozione "Una sinistra forte", il cosiddetto Correntone di Giovanni Berlinguer e Fabio Mussi, scrivendo anche sulla rivista di riferimento Aprile per la sinistra, in principio giornale del MCU.
Dal 18 maggio del 2006 all'8 maggio del 2008 fece parte del secondo governo Prodi in qualità di sottosegretario agli Esteri con delega alle relazioni bilaterali con i paesi dell’Europa e alle relazioni con le istituzioni comunitarie e gli altri organismi regionali europei.
Nel 2007 ha aderito a Sinistra Democratica.
Dal 2008 al 2012 per le Nazioni Unite (UNDP) ha seguito diversi progetti di sviluppo territoriale sia nel Sud dell’Albania, nell’area di Valona, che nel Nord nella provincia di Scutari.
Dal 2012 al 2018 come co-presidente dell’Associazione internazionale Kip international school ha svolto diverse missioni in Cina sempre sui temi dello sviluppo territoriale e sostenibile.
Nel 2015 ha realizzato sempre con la Kip international school con finanziamenti di associazioni ed imprenditori cinesi presso l’EXPO di Milano un padiglione dal titolo “territori attraenti per uno sviluppo sostenibile”.
Dal 2013 al 2016 è stato coordinatore del Comitato Scientifico del Biodistretto della via Amerina e delle Forre e dal 2016 è presidente del Biodistretto medesimo.
Nel corso di questi anni ha tenuto conferenze ed ha scritto sui temi della sostenibilità economica, sociale ed ambientale.

## Attività parlamentare
Nel 1979 è stato eletto per la prima volta alla Camera dei Deputati - VIII legislatura; successivamente, è stato più volte rieletto. Ha ricoperto gli incarichi specificati di seguito.
Nella VIII legislatura è stato componente della Commissione istruzione e della Commissione d’inchiesta sulla loggia massonica P2.
Nella IX legislatura è stato componente della Commissione lavori pubblici e della Commissione d’inchiesta sulla loggia massonica P2.
Nella XI legislatura è stato componente della Commissione bilancio, tesoro e programmazione.
Nella XII legislatura ha ricoperto l’incarico di Presidente del gruppo parlamentare Rifondazione comunista - Progressisti. 
È stato componente della Commissione affari esteri e comunitari e della Commissione bilancio, tesoro e programmazione. 
Nella XIII legislatura, iscritto al gruppo parlamentare Democratici di sinistra - l’Ulivo, è stato componente della Commissione giustizia, della Commissione affari esteri e comunitari, della Commissione parlamentare per le riforme istituzionali, della Commissione d’inchiesta sul fenomeno della mafia e sulle altre associazioni criminali similari e della Delegazione parlamentare presso l’Organizzazione per la sicurezza e la cooperazione in Europa - OSCE.
Nella XIV legislatura, iscritto al gruppo parlamentare Democratici di sinistra - l’Ulivo, è stato componente della Commissione affari esteri e comunitari e della delegazione parlamentare presso l’Organizzazione per la sicurezza e la cooperazione in Europa - OSCE.